# Wapen van Binnenmaas

Wapen van Binnenmaas

Het wapen van Binnenmaas was het gemeentelijk wapen van de voormalige Nederlandse gemeente Binnenmaas, Zuid-Holland. De gemeente ontstond in 1984 en verkreeg het eerste wapen in 1985. In 2009 verkreeg de gemeente na een gemeentelijke herindeling in 2007 het tweede wapen. Dit wapen is wegens een schildzoom voor Nederland vrij ongebruikelijk te noemen. Vanaf 2019 is het wapen niet langer als gemeentewapen in gebruik omdat de gemeente Binnenmaas in de nieuwe gemeente Hoeksche Waard op is gegaan.

## Geschiedenis
Het eerste wapen is ontworpen op basis van het wapen van Heinenoord (het spoorrad), Puttershoek (lelie met afgesneden voet) en dat van Mijnsheerenland waaruit de schelp, het kruis en de kleurstelling komen. Ook de gemeenten Maasdam en Westmaas voerden dezelfde kleuren. Het oude wapen is ontworpen door H.C. 't Jong, hij was toen nog wapentekenaar van de Hoge Raad van Adel, hij zou later ook tekenen voor het huidige wapen. Het wapen is afgeleid van het wapen van de familie van Praet van Moerkerken, deze familie voerde een gelijk wapen met zilveren schelpen. Er is dan ook discussie geweest of de schelp in het wapen eveneens zilver moest worden, na onderzoek bleek echter dat de tak die in de Hoeksche Waard woonde de schelpen in goud voerde.
In plaats van dit wapen werd ook nog een wapen voorgesteld dat gebaseerd zou zijn op het wapen van de heerlijkheid Strijen. Om onderscheid te maken zou het wapen dan wel golvend doorsneden zijn. Het wapen zou verder drie schuinkruisen bevatten, de bovenste twee rood op een goud veld en het onderste kruis goudkleurig op een rood veld. Dit wapen werd niet aangenomen omdat de gemeente meer elementen uit oude wapens wilde.
Op 29 mei 2006 ging een wet in waardoor de nieuwe gemeente Binnenmaas per 1 januari 2007 opgericht zou worden. De gemeente werd gevormd door de oude gemeente Binnenmaas en 's-Gravendeel. Het wapen dat er op volgde werd op 13 oktober 2009 per Koninklijk Besluit aan de gemeente toegekend. Ook dit wapen bevat elementen uit wapens van voorgaande gemeentes. De beknotte lelie, schelp en het spoorrad komen respectievelijk uit de wapens van Puttershoek, Mijnsheerenland en Heinenoord. De kleuren verwijzen opnieuw naar Mijnsheerenland, Maasdam en Westmaas, de dwarsbalk is eveneens afkomstig uit het wapen van deze laatste gemeente. De schildzoom in het nieuwe wapen symboliseert de oranjebomen van het wapen van 's-Gravendeel. Daarnaast symboliseert de dwarsbalk de Binnenbedijkte Maas en de schildzoom symboliseert de bedijking. In een ouder ontwerp ging het ook alleen om de dwarsbalk met schildzoom, dit ontwerp genoot echter wel de voorkeur van de Hoge Raad van Adel. Een nieuw aangetreden gemeenteraad echter miste de symbolen van voorgaande gemeentes en liet die in een nieuw ontwerp aanbrengen.
Hoewel de nieuwe gemeente Binnenmaas door het wapen van 's-Gravendeel het recht had om schildhouders (twee vleugelloze engelen) te voeren is ervoor gekozen om dat niet te doen. Tijdens dezelfde vergadering op 11 juni 2009 besloot de gemeenteraad om wel de kroon te behouden.

## Blazoeneringen
De voormalige gemeente Binnenmaas heeft sinds de oprichting twee wapens gekend. Het eerste wapen werd verkregen na het oprichten van de gemeente en het tweede wapen werd na een latere fusie toegekend.

### Vorige wapen

Het eerste wapen van Binnenmaas

Het eerste wapen werd op 25 maart 1985 aan de gemeente toegekend. Dit wapen kreeg als blazoenering de volgende tekst mee:
In goud een schuinkruis van keel, beladen met een Sint-Jakobsschelp van goud, boven vergezeld van een lelie met afgesneden voet en onder van een vijfpuntig spoorrad, beide van sabel. Het schild gedekt met een gouden kroon van 3 bladeren en 2 parels.
Het wapen is goud van kleur met daarop een rood Andreaskruis dat het schild in vieren deelt. Op het midden van het kruis een goudkleurige Sint-Jakobsschelp In het bovenste kwartier een zwarte Franse lelie waarvan de onderkant is afgekort. In het onderste kwartier een zware vijfpuntige ster met in het midden een goudkleurig gat.

### Huidige wapen
Het tweede wapen van de gemeente Binnenmaas, dat op 13 oktober 2009 werd toegekend, heeft als blazoen de volgende tekst meegekregen:
In goud een golvende dwarsbalk van keel, beladen met een schelp van goud, boven vergezeld van een lelie met afgesneden voet en beneden van een vijfpuntig spoorrad, beide van sabel; het geheel omgeven door een schildzoom van sinopel. Het schild gedekt door een kroon van drie bladeren en twee parels.
Dit blazoen, schild, is goud van kleur met daaroverheen een rode golvende dwarsbalk. Op de dwarsbalk een gouden Sint-Jakobsschelp. Boven de dwarsbalk een zwarte fleur-de-lys en onder de dwarsbalk een zwarte vijfpuntige ster met in het midden een gouden punt. Om het schild een groene schildzoom. Boven op het schild is de oude kroon van drie bladeren met twee parels geplaatst.

## Verwante wapens
Voor het eerste wapen:

Het wapen van Heinenoord met het spoorrad
Het wapen van Puttershoek met de lelie
Het wapen van Mijnsheerenland met de schelp; de vorm en kleurstelling van dit wapen vormden de basis voor het eerste wapen
Het wapen van Maasdam in goud en keel
Het wapen van Westmaas eveneens in goud en keel

Voor het tweede wapen, na fusie met de gemeente 's-Gravendeel:

Het wapen van 's-Gravendeel met de oranjebomen. De kleur van het loof van de bomen vormde de basis voor de schildzoom van het tweede wapen

Ter Aar
· Aarlanderveen
· Abbenbroek
· Abtsregt
· Alkemade
· Alphen
· Ameide
· Ammerstol
· Arkel
· Asperen
· Benthuizen
· Bergambacht
· Bergschenhoek
· Berkel en Rodenrijs
· Berkenwoude
· Bernisse
· Biert
· Binnenmaas
· Bleiswijk
· Bleskensgraaf
· Bleskensgraaf en Hofwegen
· Bodegraven
· Boskoop
· Brandwijk
· Brielle
· Broek, Thuil en 't Weegje
· Charlois
· Cillaarshoek
· Cromstrijen
· De Lier
· De Mijl
· Delfshaven
· Den Bommel
· Dirksland
· Driebruggen
· Dubbeldam
· Everdingen
· Geervliet
· Giessen-Nieuwkerk
· Giessenburg
· Giessendam
· Giessenlanden
· Goedereede
· Gouderak
· Goudriaan
· Goudswaard
· Graafstroom
· 's-Gravendeel
· 's-Gravenzande
· Groot-Ammers
· Groote Lindt
· Haastrecht
· Hagestein
· Hardinxveld
· Hazerswoude
· Heenvliet
· Heer Oudelands Ambacht
· Heerjansdam
· Hei- en Boeicop
· Heinenoord
· Hekelingen
· Hekendorp
· Herkingen
· Hillegersberg
· Hellevoetsluis
· Hodenpijl
· Hoek van Holland
· Hof van Delft
· Hoogblokland
· Hoornaar
· IJsselmonde
· Jacobswoude
· Kamerik
· Katendrecht
· Kedichem
· Kethel en Spaland
· Kijfhoek
· Klaaswaal
· Kleine Lindt
· Korendijk
· Koudekerk aan den Rijn
· Kralingen
· Krimpen aan de Lek
· Lange Ruige Weide
· Langerak
· Leerbroek
· Leerdam
· Leidschendam
· Leimuiden
· Lekkerkerk
· Lexmond
· Liemeer
· Loosduinen
· Liesveld
· Maasdam
· Maasland
· Meerkerk
· Melissant
· Middelharnis
· Mijnsheerenland
· Moerkapelle
· Molenaarsgraaf
· Molenwaard
· Monster
· Moordrecht
· Naaldwijk
· Nederlek
· Niemandsvriend
· Nieuw-Beijerland
· Nieuw-Helvoet
· Nieuw-Lekkerland
· Nieuwe-Tonge
· Nieuwenhoorn
· Nieuwerkerk aan den IJssel
· Nieuwland
· Nieuwpoort
· Nieuwveen
· Noordeloos
· Noordwijkerhout
· Nootdorp
· Numansdorp
· Onwaard
· Ooltgensplaat
· Oostflakkee
· Oostvoorne
· Ottoland
· Oud-Alblas
· Oud-Beijerland
· Ouddorp
· Oude-Tonge
· Oudenhoorn
· Ouderkerk
· Ouderkerk aan den IJssel
· Oudewater
· Oudshoorn
· Overschie
· Papekop
· Pernis
· Peursum
· Piershil
· Pijnacker
· Poortugaal
· Puttershoek
· Reeuwijk
· Rhoon
· Rijnsaterwoude
· Rijnsburg
· Rijnwoude
· Rijsoord
· Rockanje
· Roxenisse
· Rozenburg
· Sandelingen-Ambacht
· Sassenheim
· Schelluinen
· Schiebroek
· Schipluiden
· Schoonhoven
· Schoonrewoerd
· Schuddebeurs en Simonshaven
· Sint Anthoniepolder
· Sint Maartensregt
· Sluipwijk
· Sommelsdijk
· Spijkenisse
· Stad aan 't Haringvliet
· Stellendam
· Stolwijk
· Stompwijk
· Stormpolder
· Streefkerk
· Strevelshoek
· Strijen
· Ter Aar
· Tienhoven
· Valkenburg
· Veur
· Vianen
· Vierpolders
· Vlaardingerambacht
· Vliet
· Vlist
· Voorburg
· Voorhout
· Vrijenban
· Waarder
· Warmond
· Wateringen
· Westmaas
· Westvoorne
· Wieldrecht
· Wijngaarden
· Woerden
· Woubrugge
· 't Woudt
· Zederik
· Zegwaart
· Zevenhoven
· Zevenhuizen
· Zevenhuizen-Moerkapelle
· Zouteveen
· Zuid-Beijerland
· Zuidbroek
· Zuidland
· Zwammerdam
· Zwartewaal

Heerlijkheidswapens:
ter Aa
· Albrandswaard
· Biesland
· Cromstrijen
· Duivenvoorde
· 's-Gravenambacht
· Hoog- en Wout-Harnas
· Langerak bezuiden de Lek
· Lek en Stormpolder
· Nederslingeland
· West-Nieuwland
· Oosterwijk
· Spieringshoek
· Vliet
· Voshol
· Vrijenban
· Vrijenhoeve
· Wieldrecht